# طفرة تكرار 8p23.1
طفرة تكرار 8p23.1 هي خلل جيني نادر الحدوث سببه تكرار منطقة على الكروموسوم الثامن عند الإنسان. ان الطفرات الجينية نادرة الحدوث ولكن نسبة حدوث طفرة تكرار 8p23.1 تعد الأكثر ندرة عند الإنسان بنسبة 1 من 64000 لكل حالة ولادة وهي نقيض طفرة الحذف.
إن طفرة التكرار مرتبطة مع تغيرات نمطية تشمل واحدة أو أكثر من التأخر في الكلام، تأخر النمو، أو تشوهات شكلية بسيطة مثل بروز جبهة الرأس وتقوس الحاجبين، وأمراض القلب الخلقية.

## عرض
إن نتائج الدراسات التي ظهرت على أحد عشر مريض قدمت مؤشراً على أن الحالات لا تؤكد دائماً الإصابة بأمراض القلب الخلقية ولكن أمراض القلب الخلقية كانت الصفة المفردة الشائعة عند ستة أفراد من الأحد عشر. إن تأخر النمو وصعوبات التعلم ظهرت على خمسة أفراد منهم ولكن حالة من الذين ولدوا قبل موعد ولادتهم الطبيعي كان تطوره طبيعيا عند الشهر الخامس عشر من عمره. وهنالك ثلاثة حالات أخرى ولدوا قبل موعد ولادتهم الطبيعي لكن لم يتم تقييمهم بدقة بعد. درجة التغير في التشوهات الشكلية وجدت في خمسة أفراد من الأحد عشر. إلتصاق أصابع القدم الجزئي وجد عند أم وابنها، وتشوّهات الغدة الكظرية قد لفتت الإنتباه عند اثنتين من الأمهات الأخريات. إن الأنماط الظاهرية توافقت مع الحياة المستقلة للبالغين مع الإختلافات في درجات الدعم.
إن تكرار عامل النسخ GATA4 يعتقد بأنه العامل المسبب لأمراض القلب الخلقية مع جينات أخرى، عامل النسخ SOX7 المسبب لأمراض القلب الخلقية وتأخر النمو معا، الجين TNKS الذي يسبب صعوبات سلوكية عند الأفراد. إن فتق الحجاب الحاجز وجد في طفرة الحذف ولم يوجد في طفرة التكرار. يمكن أن يرافق طفرة التكرار تغيرات على رقم النسخ للمستقبلات الدفاعية لحاسة الشم التي تعرضت لطفرتي الحذف والتكرار. ارتفاع عدد النسخ الكلي اتربط بالتعرض لمرض الصدفية وقلة عدد النسخ ارتبط بالتعرض لمرض كرون.

## الفرق بين الطفرات وتعدد الأشكال
بينما تعرف الطفرات على أنها تغير في المادة الوراثية، يستخدم علماء الأحياء مصطلح تعدد أشكال النيكلوتيدات الأحادي للإشارة إلى زوج قاعدي واحد من التغيرات الشائعة عند الناس.
ويعرف تعدد الأشكال على أنه وجود تسلسلين مختلفين على الأقل في أي موقع جيني. ومصطلح تعدد الأشكال يستخدم للإشارة إلى الإختلافات الطبيعية أو الإختلافات التي لا تسبب مرض ما مباشرةً.

## وراثياً
إن طفرة التكرار تشمل ٣.٧٥م.ب تقريباً ما بين المستقبلات الدفاعية لحاسة الشم القريبة والبعيدة عند نهاية الكروموسوم الثامن. طفرة التكرار لا يمكن أن نميزها باستخدام الوراثة التقليدية للخلايا من إختلافات رقم النسخ ذو المستوى العالي لنفس التكرارات.
إن حالات دي نوفو والعائلات التي يوجد بها طفرة تكرار منقولة من الوالدين لكلا الجنسين كلاهما معروف.
يعتقد أن طفرة التكرار تحدث مجدداً بسبب إعادة التركيب المتماثل غير الأليلي بين المستقبلات الدفاعية لحاسة الشم والإختلافات التشوهية الكبيرة يشمل قصر الكروموسوم الثامن.

## التشخيص

### الأنماط الظاهرية
| الأولي      | الثانوي                                    | الثالث                     |
| ----------- | ------------------------------------------ | -------------------------- |
| علم الأعصاب | الوظيفة العقلية الإدراكية، التشوهات العامة | التخلف العقلي / تأخر النمو |
| صوتي        | صوتي، تشوهات عامة                          | تأخر النطق                 |